# Каминский, Николай Игнатьевич
Николай Игнатьевич Каминский (27 июля 1906, Минск, Российская империя — 11 июля 1983, Ростов-на-Дону, РСФСР, СССР) — советский военачальник, генерал-майор артиллерии (11.5.1949).

## Биография
Родился 27 июля 1906 года в Минске. Русский.
До службы в армии работал водопроводчиком в слесарно-теплопроводной артели в Минске.

## Военная служба
18 октября 1927 года добровольно вступил в Севастопольскую школу зенитной артиллерии, после ее окончания в апреле 1931 года был назначен командиром взвода в 113-й артиллерийский полк ЛВО.
В январе 1932 года направлен на Дальний Восток на должность начальника разведки 73-го отдельного артиллерийского дивизиона в город Спасск, с октября — командир батареи.
В ноябре 1935 года зачислен слушателем в Артиллерийскую академию РККА им. Ф. Э. Дзержинского. Через год обучения в октябре 1936 года был направлен в 115-й артиллерийский полк ЛВО, где проходил службу командиром батареи, начальником штаба и командиром дивизиона. В последней должности в составе полка с ноября 1939 года по март 1940 года принимал участие в Советско-финляндской войне.
В апреле 1940 года капитан Каминский назначен начальником штаба 509-го зенитно-артиллерийского полка КОВО. Член ВКП(б) с 1940 года.

### Великая Отечественная война
С началом войны полк вступил в бои с вражеской авиацией в приграничном районе. С занятием города Львов немецкими войсками полк отходил в направлении Тарнополь, Киев. С прибытием в Киев он выполнял задачи противовоздушной обороны города. С 8 июля 1941 года полк был переформирован в 509-й истребительно-противотанковый артиллерийский. К 20 июля он был передислоцирован на Западный фронт в 19-ю армию и участвовал в Смоленском сражении. С 29 августа полк вел бои в составе 22-й армии на торопецком направлении, затем с 25 сентября вновь в составе 19-й армии. Принимал участие в Вяземской оборонительной операции.
С 5 октября 1941 года 509-й истребительно-противотанковый артиллерийский полк входил в состав 5-й, с 28 ноября — 16-й, а с 10 декабря — вновь 5-й армий Западного фронта. В составе последней отличился в ходе контрнаступления под Москвой, в боях по освобождению города Можайск и на подступах к Гжатску. За боевые отличия в битве за Москву 8 января 1942 года он преобразован в 3-й гвардейский и награжден орденом Красного Знамени.
С 10 февраля 1942 года капитан Каминский допущен к исполнению должности заместителя командира этого полка, а со 2 апреля вступил в командование полком. Весной 1942 года полк находился в непосредственном подчинении командования Западным фронтом, летом был подчинен 20-й армии и участвовал с ней в Ржевско-Сычевской, Погорело-Городищенской наступательной операции. 10 декабря 1942 года при форсировании реки Гжать подполковник Каминский был тяжело ранен и эвакуирован в госпиталь.
По выздоровлении 19 мая 1943 года назначен командиром 49-й зенитно-артиллерийской дивизии РГК. Воевал с ней на Западном, а с апреля 1944 года — 2-м Белорусском фронтах. Летом того же года дивизия прикрывала войска 31-й армии в обороне восточнее Ярцево. В сентябре — октябре 1943 года она отличилась в Смоленско-Рославльской наступательной операции. За освобождение города Смоленск ей было присвоено наименование «Смоленская». С декабря 1943 года дивизия в составе 33-й армии Западного фронта. В его составе в конце 1943 — начале 1944 года участвовала в наступательных операциях на богушевском и витебском направлениях. С июня 1944 года дивизия в составе 49-й армии 2-го Белорусского фронта. Участвовала в разгроме немецко-фашистских войск в Белоруссии, в Могилёвской, Минской, Белостокской, Восточно-Прусской, Восточно-Померанской и Берлинской наступательных операциях, в форсировании рек Днепр, Проня, Западная Двина, Нарев, Одер. За боевые отличия в наступательных операциях на заключительном этапе войны дивизия была награждена орденами Красного Знамени и Суворова 2-й ст..
За время войны комдив Каминский был четыре раз персонально упомянут в благодарственных в приказах Верховного Главнокомандующего.

### Послевоенное время
После войны полковник Каминский продолжал командовать этой дивизией. В январе 1947 года переведен на должность командира 65-й зенитной артиллерийской орденов Кутузова и Александра Невского дивизии РГК СГВ.
В сентябре 1949 года назначен заместителем командующего артиллерией по зенитной артиллерии ЗакВО.
С 20 ноября 1950 года по ноябрь 1951 года находился на учебе на курсах при Артиллерийской академии им. Ф. Э. Дзержинского, затем был направлен заместителем командующего артиллерией по зенитной артиллерии ПрикВО.
С ноября 1955 года генерал-майор артиллерии Каминский состоял в распоряжении 10-го управления Генштаба ВС СССР (находился в командировке в должности военного советника заместителя командующего артиллерией по зенитной артиллерии Войска Польского).
По возвращении в СССР в июне 1959 года назначен заместителем начальника ПВО СКВО.
26 июля 1961 года генерал-майор артиллерии Каминский уволен в запас.

## Воинские звания
- старший лейтенант (3.02.1936)
- капитан (11.12.1938)
- майор (17.01.1942)
- подполковник (17.09.1942)
- полковник (9.07.1943)
- генерал-майор артиллерии (11.05.1949)

## Награды
- орден Ленина (20.04.1953[4])
- четыре ордена Красного Знамени (04.12.1941[5], 15.04.1943[6], 31.05.1945[7], 06.11.1947[4])
- орден Кутузова II степени (28.09.1943)[8]
- орден Александра Невского (15.07.1944)[9]
- орден Красной Звезды (03.11.1944)[4]

медали в том числе:
- - «За оборону Москвы» (09.12.1944)[10]
  - «За оборону Киева»
  - «За победу над Германией в Великой Отечественной войне 1941—1945 гг.»
  - «За взятие Кёнигсберга» (10.05.1946)[11]
  - «Ветеран Вооружённых Сил СССР»

Приказы (благодарности) Верховного Главнокомандующего в которых отмечен Н. И. Каминский.
- За форсирование реки Днепр и за овладение штурмом крупным областным центром городом Смоленск — важнейшим стратегическим узлом обороны немцев на Западном направлении. 25 сентября 1943 года № 25.
- За овладение штурмом крупным областным центром Белоруссии городом Могилев — оперативно важным узлом обороны немцев на минском направлении, а также овладение городов Шклов и Быхов. 28 июня 1944 года № 122.
- За освобождение города и крепости Ломжа — важного опорного пункта обороны немцев на реке Нарев. 13 сентября 1944 года № 186.
- За овладение городом и крепостью Гданьск (Данциг) — важнейшим портом и первоклассной военно-морской базой немцев на Балтийском море. 30 марта 1945 года. № 319.

Других государств
- орден (ПНР)
- медали